# Einführung (House of Lords)
Die Einführung (englisch Introduction) ist eine Zeremonie im britischen House of Lords, mit der neue Mitglieder in ihr Amt eingeführt werden. Einführungen in das House of Lords sind üblicherweise feierlicher ausgestaltet als Einführungen in das House of Commons.

## Prozedur
Die Einführung dauert etwa fünf Minuten am Beginn einer Sitzung. Es gibt normalerweise nicht mehr als zwei Einführungen pro Tag, ausnahmsweise drei, wenn es eine große Anzahl von Ernennungen gibt. Jedes Mitglied hat zwei Unterstützer, normalerweise (aber nicht notwendigerweise) von der eigenen Partei oder Gruppe.
Ein Fahneneid (The Oath of Allegiance) muss von allen Mitgliedern geleistet werden oder eine eidesstattliche Versicherung (Solemn Affirmation) muss abgegeben werden, bevor sie im Oberhaus sitzen und wählen können. Mitglieder leisten den Eid bei der Einführung, am Anfang jedes neuen Parlaments und beim Tod eines Monarchen. Wenn sie den Eid ablegen, unterzeichnen die Mitglieder auch, dass sie die Hausregeln (House of Lords Code of Conduct) beachten werden, wenn sie ihren Parlamentarischen Pflichten nachkommen.
Die erste Rede, die ein neueingeführtes Mitglied hält, ist die Jungfernrede (Maiden Speech). Diese findet während einer Parlamentsdebatte statt und wird traditionellerweise mit Respekt des Oberhauses entgegengenommen, d. h. ohne Unterbrechungen und mit Glückwünschen durch den nachfolgenden Redner. Die Rede an sich ist kurz und unstrittig und äußert keine Ansichten, die eine Unterbrechung hervorrufen könnten.

## Ursprung
Ursprünglich ernannte der Souverän Peers selbst und führte diese persönlich in ihr Amt ein. Die persönliche Einführung wurde im 17. Jahrhundert abgeschafft, 1621 wurde die Zeremonie der Einführung in das House of Lords erstmals praktiziert. Im Lauf der Zeit wurde die Zeremonie komplexer ausgestaltet. 1998 erfolgten auf Initiative des Select Committee mehrere Reformen.

## Regeln für die Einführung
Zeremonielle Einführungen waren ursprünglich für alle neuen Mitglieder des House of Lords vorgesehen. 1663 wurde beschlossen, dass die Peers, die einen Titel erbten, nicht eingeführt werden. Dies betrifft auch Hereditary peers, die durch Ersatzwahlen gemäß dem House of Lords Act 1999 zu ihrem Amt gelangen. Wenn ein Hereditary Peer zum Peer auf Lebenszeit wird, wird eine Einführung vorgenommen, es sei denn, die betreffende Person hatte ihr Amt bereits vor dem House of Lords Act 1999 inne.
Die geistlichen Lords (sechsundzwanzig Bischöfe der Church of England, die Mitglieder des House of Lords sind) werden ebenfalls, wenn auch mit einer eigenen Zeremonie, nach ihrer Ernennung eingeführt. Eine neue Einführungszeremonie findet statt, wenn ein geistlicher Lord einen anderen Bischofssitz übernimmt.

## Zeremonie für weltliche Lords
Die Einführungszeremonie, die vor 1998 zur Anwendung kam, war ungleich komplexer als die gegenwärtige Zeremonie. In der ursprünglichen Zeremonie nahm der Lordkanzler in einer Robe oder ein Stellvertreter in einer Parlamentsrobe auf dem Woolsack Platz. Es bildete sich außerhalb der Kammer eine Prozession in der folgenden Reihenfolge:
1. Der Gentleman Usher of the Black Rod oder sein Stellvertreter
2. Der Garter Principal King of Arms oder ein anderer Herold.
3. Der Junior Supporter des neuen Peers
4. Der neue Lord
5. Der Senior Supporter des neuen Peers

Die Supporter sind Mitglieder des House of Lords im selben Rang wie der neue Peer. Dementsprechend unterstützt ein Duke einen Duke, eine Marquess einen Marquess usw. Der neue Peer und seine Unterstützer tragen Parlamentsroben und spezielle Hüte. Die Prozession wandert in Richtung des Lord Chancellor, wo der Garter Principal King of Arms die Ermächtigungsurkunde, mit der der Souverän den neuen Peer beruft, vorzeigt. Der neue Peer kniet vor dem Lord Chancellor nieder und weist seine Vorladung vor, mit der der Souverän das Erscheinen des neuen Peers im Parlament anordnet. Der Vorleser des House of Lords verliest daraufhin die Vorladung und die Ermächtigungsurkunde. Der neue Peer leistet seinen Treueeid oder eine eidesstattliche Erklärung und unterzeichnet das Protokoll, auf dem derselbe Eid niedergeschrieben ist.
Im Anschluss führt der Garter Principal King of Arms den neuen Peer und seine Unterstützer zu den Bänken seines Ranges. Der neue Peer und die Unterstützer setzen ihre Hüte auf, erheben sie, nehmen sie wieder ab, verbeugen sich vor dem Lord Chancellor. Dieser Vorgang wird zweimal wiederholt. Nach der dritten Verbeugung vor dem Lord Chancellor verlassen der neue Peer, die Unterstützer, der Garter Principal King of Arms und der Gentleman Usher of the Black Rod die Kammer, der neue Peer schüttelt die Hand des Lord Chancellor.
1998 setzte das House of Lords ein Komitee zur Modernisierung der Zeremonie ein. Das Komitee befand: „weit entfernt von einer Würdehaftigkeit ist die Praxis des Kniens vor dem Lord Chancellor vor allem peinlich, weil der neue Peer, eine Robe tragend, einfach auf dem Boden kniet ohne sich abstützen zu können. [Wir] sehen keine Notwendigkeit, den Akt des Kniens vor dem Lord Chancellor weiter beizubehalten.“ Das Komitee empfahl auch, dass das Vorlesen der Vorladung, das für alle Peers in derselben Form geschieht, eingestellt werden sollte, während die Verlesung der Ernennungsurkunde, die für jeden Peer einzigartig ist, fortgesetzt werden sollte: Ferner empfahl das Komitee, dass das Tragen von Hüten und das Abnehmen der Hüte, das „keinen symbolischen Zweck erfüllt“, ebenfalls beendet werden sollte. Die Sitzordnung der Lords in der Reihe ihrer Ränge sei laut dem Komitee ebenfalls eine veraltete Praxis, die Lords sollten stattdessen gemäß ihrer Fraktionen angeordnet werden, die Platzierung neuer Peers sollte eingestellt werden.
In der gegenwärtigen Zeremonie wurde die Prozession geändert, anstatt bis zum Woolsack vorzugehen, hält sie vor dem Table of the House. Der Vorleser verliest die Ernennungsurkunde, die ihm vom Garte Prinicipal King of Arms vorgezeigt wird, und nimmt dem neuen Peer den Treueeid oder die eidesstattliche Erklärung ab. Der neue Peer und seine Unterstützer verbeugen sich vor dem Cloth of Estate, das hinter dem Thron der Königin und dem Woolsack platziert ist. Die Prozession verlässt die Kammer, der neue Peer hält vor dem Woolsack an und schüttelt die Hand des Lord Chancellor. Nach der Rückkehr in die Kammer nimmt der neue Peer einen beliebigen Sitzplatz in den Reihen seiner Fraktion oder, falls der neue Peer neutral ist, in den Reihen der Crossbencher ein.
Mit dem Constitutional Reform Act 2005 wurde der Vorsitz über das House of Lords aus den Agenden des Lord Chancellor gestrichen. Diese Funktion wird seit 2006 vom Lord Speaker ausgeübt.

## Zeremonie für geistliche Lords
Die Zeremonie für geistliche Lords war stets einfacher als die für weltliche Lords und war nicht Gegenstand der Tätigkeit des Reformkomitees von 1998. Der Gentleman Usher of the Black Rod und der Garter Principal King of Arms nehmen nicht teil. Die Unterstützer von geistlichen Lords sind in allen Fällen andere geistliche Lords, das neue Mitglied und dessen Unterstützer tragen geistliche Bekleidung. Die Prozession, mit dem Junior Supperter an der Spitze und dem Senior Supporter hinter dem neuen Erzbischof oder Bischof schreitet in Richtung des Table of the House. Das neue Mitglied legt seine Vorladung vor, die von einem Vorleser verlesen wird. Erzbischöfe und Bischöfe haben keine Ernennungsurkunde. Der Vorleser nimmt den Treueeid ab, daraufhin schreitet die Prozession zum Woolsack vor, wo das neue Mitglied die Hand des Lord Speaker schüttelt. Anstatt die Kammer zu verlassen, nehmen das neue Mitglied und seine Unterstützer umgehend auf den Bänken der Bischöfe Platz.